# یوخاری برادی
یوخاری برادی (به لاتین: Yuxarı Bradi) یک منطقه مسکونی در جمهوری آذربایجان است که در شهرستان لریک واقع شده‌است.

## ریشه واژه
بر یا بُر در زبان تالشی برابر با بَر، برین، بالا یا بالایی است که نشانه‌ای از مرتفع‌بودن را نیز با خود به‌همراه دارد. دی هم به‌معنی ده یا روستا است و برادی یعنی روستای بالایی یا روستای بالادست یا روستای مرتفع.